# Kalopanajotis
Kalopanajotis (gr. Καλοπαναγιώτης) – wieś na Cyprze, w dystrykcie Nikozja. We wsi znajduje się klasztor Agios Ioannis Lampadistis wpisany na listę światowego dziedzictwa UNESCO.